# Altella hungarica
Altella hungarica är en spindelart som beskrevs av Imre Loksa 1981. Altella hungarica ingår i släktet Altella och familjen kardarspindlar.
Artens utbredningsområde är Ungern. Inga underarter finns listade i Catalogue of Life.